# Liu Kun

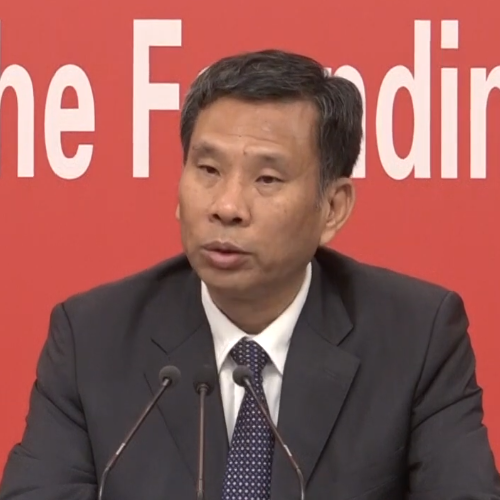
Liu Kun (2019)

Liu Kun chinesisch 劉昆 / 刘昆, Pinyin Liú Kūn; (* Dezember 1956 in Raoping, Chaozhou, Guangdong) ist ein chinesischer Politiker der Kommunistischen Partei Chinas (KPCh). Von 2018 bis 2023 war Liu Kun Finanzminister im Staatsrat der Volksrepublik China.

## Leben
Liu Kun, der zum Han-Volk gehört, nahm nach dem Schulbesuch 1973 eine berufliche Tätigkeit auf. 1978 begann er ein Studium an der Fakultät für Finanz- und Bankwesen der Xiamen-Universität, das er im Februar 1982 beendete. Im Anschluss wurde er Mitarbeiter des Allgemeinen Amtes der Volksregierung der Provinz Guangdong und war zuletzt bis 2001 stellvertretender Direktor des Allgemeinen Amtes. Während dieser Zeit wurde er 1984 Mitglied der Kommunistischen Partei Chinas (KPCh). Nachdem er zwischen 2001 und 2002 kurzzeitig Generalsekretär der Volksregierung der Provinz Guangdong war, fungierte er zwischen Oktober 2002 und Juli 2010 in Personalunion als Direktor der Finanzbehörde sowie als Sekretär der Parteiführungsgruppe der Finanzbehörde der Provinz Guangdong. Zugleich war er von 2003 bis 2013 während der zehnten und elften Legislaturperiode Deputierter des Nationalen Volkskongresses. Im Juli 2010 wurde Liu Vize-Gouverneur der Provinz Guangdong und bekleidete diesen Posten bis Mai 2013. Im Mai 2013 wechselte er in die Zentralregierung und bis 2015 den Posten als Vize-Minister für Finanzen. Im Anschluss fungierte er zwischen 2015 und 2017 als stellvertretender Direktor der Nationalen Bauführungsgruppe der Manufacturing Powerful Country sowie von Dezember 2017 bis März 2018 als Vize-Vorsitzender des Ausschusses für Finanzen und Wirtschaft des Nationalen Volkskongresses.
Am 19. März 2018 löste Liu Kun Lou Jiwei ab und wurde dessen Nachfolger als Finanzminister im Staatsrat der Volksrepublik China. Während eines One Belt, One Road-Forums am 10. Juli 2019 sah er das Wirtschaftswachstum der Volksrepublik China für 2020 bei 6 bis 6,5 Prozent. Am 22. Mai 2020 gab er während einer Pressekonferenz bekannt, dass China wird 2000 zusätzliche 4,6 Billionen CNY (644,5 Milliarden USD) an Finanzmitteln zur Verfügung haben, den höchsten Betrag aller Zeiten, so dass die Finanzpolitik proaktiver sein wird. Am 20. November 2020 erklärte er, dass China den Schuldenerlass auf Entwicklungsländer im Wert von insgesamt 2,1 Milliarden US-Dollar im Rahmen der G20 ausgeweitet hat. Dies sei der höchste Wert unter den Mitgliedern der Gruppe in Bezug auf den aufgeschobenen Betrag.
Am 24. Oktober 2023 gab er sein Ministeramt an den Betriebswirt Lan Fo’an (蓝佛安, * 1962) ab.